# Dimethoxytrityl

Dimethoxytritylová skupina

Dimethoxytrityl, zkráceně DMT, je chránicí skupina používaná na ochranu 5'-hydroxylových skupin nukleosidů, obvykle při syntéze oligonukleotidů.
Většinou je tato skupina navázána na molekulu, ale v roztocích se může vyskytovat i jako stabilní kation; takové roztoky bývají zbarveny do světle oranžova.